# فضيحة كرة القدم الانجليزية 2016
فضيحة كرة القدم الإنجليزية 2016 (بالإنجليزية: 2016 English football scandal)‏ كانت فضيحة فساد رياضي بدأت في 26 سبتمبر 2016 بعد نشر الجزء الأول من تحقيق صحيفة ديلي تلغراف «كرة القدم للبيع» في الفساد في كرة القدم الإنجليزية. وقد أدى ذلك إلى استقالة مدرب منتخب إنجلترا لكرة القدم سام ألاردايس بعد مباراة واحدة فقط في منصبه، بالإضافة إلى إقالة أو إيقاف العديد من موظفي أندية الدوري الإنجليزي لكرة القدم، بما في ذلك مساعد مدرب بارنسلي تومي رايت.

## الأحداث
في 26 سبتمبر، نشرت صحيفة ديلي تلغراف لقطات صورها مراسلون متخفون يظهر فيها مدرب إنجلترا آنذاك سام ألارديس وهو يتحدث مع رجال أعمال آسيويين وهميين، ويشرح بالتفصيل كيفية تجاوز حظر الاتحاد الدولي لكرة القدم والاتحاد الإنجليزي لكرة القدم على ملكية طرف ثالث للاعبي كرة القدم، قبل الإدلاء بتعليقات مهينة حول مساعد مدرب إنجلترا السابق غاري نيفيل ومدرب إنجلترا السابق روي هودسون. تحدث ألارديس لاحقًا عن هيئة الإيرادات والجمارك، واصفًا إياها بأنها «أكثر الأعمال فسادًا في العالم»، حيث تورط ألارديس نفسه في مخططات احتيال ضريبي مزعومة في الماضي.
في أعقاب الكشف الذي نشرته صحيفة تلغراف، اتفق الاتحاد الإنجليزي لكرة القدم وألاردايس في 27 سبتمبر على استقالته من منصبه كمدرب للمنتخب الإنجليزي بأثر فوري بالتراضي، مع تعيين غاريث ساوثغيت مدربًا مؤقتًا. بعد رحيل ألاردايس، نشرت صحيفة تلغراف مزيدًا من التفاصيل حول الفساد الأوسع نطاقًا في كرة القدم الإنجليزية، مدعية أن ثمانية مدربين في الدوري الإنجليزي الممتاز قبلوا «رشاوى» مقابل انتقالات اللاعبين.
في 27 سبتمبر، كشفت صحيفة تلغراف أن مساعد مدرب بارنسلي تومي رايت قد أخذ «رشوة» بقيمة 5،000 جنيه إسترليني من أجل ترتيب النادي لشراء لاعبين مملوكين جزئيًا من شركة وهمية في شرق آسيا. تم إيقافه في البداية من قبل بارنسلي عندما بدأوا تحقيقًا في الادعاءات؛ تم فصله في 28 سبتمبر. في 28 سبتمبر، زعمت صحيفة تلغراف أن مدرب كوينز بارك رينجرز جيمي فلويد هاسلبانك قد وافق على أن يصبح سفيرًا لشركة رياضية وهمية في شرق آسيا متورطة في ملكية طرف ثالث للاعبين مقابل 55،000 جنيه إسترليني، وناقش لاحقًا أيضًا التهرب الضريبي المحتمل الذي يتعلق بحسابه المصرفي في هولندا. نفى هاسلبانك الادعاء، على الرغم من اعترافه بأنه كان ساذجًا، ودعمه كوينز بارك رينجرز بعد تحقيقهم الداخلي. تم عرض رئيس نادي ليدز يونايتد ماسيمو سيلينو في مقطع فيديو وهو يوافق على بيع 20% من النادي من أجل الالتفاف على قواعد ملكية اللاعبين من جهات خارجية.
في 29 سبتمبر، نشرت صحيفة تلغراف لقطات أخرى من تحقيقها، زعمت أنها تظهر مساعد المدير الفني ساوثهامبتون، إريك بلاك، وهو ينصح رجال أعمال وهميين حول كيفية رشوة أندية دوري الدرجة الأدنى. بالإضافة إلى ذلك، زُعم أن جيمي هوتبوت، رئيس نادي أود هيفيرلي لوفين البلجيكي من الدرجة الأولى، عرض ناديه كـ«أنبوب» من أجل مساعدة شركات خارجية في الحصول على ملكية لاعبي كرة القدم في إنجلترا. استقال هوتبوت من منصبه كرئيس لنادي أوهايو لوفين في اليوم التالي.

## رد الفعل
علق مدرب ويلز كريس كولمان على أن الفساد في صناعة كرة القدم يجب أن يعاقب عليه بالحظر مدى الحياة للجناة. كان اللاعب السابق والناقد آلان شيرر منتقدًا بشكل خاص، مدعيًا أنه «لا يعتقد أن إنجلترا يمكن أن تنحدر إلى مستوى أدنى» بعد خسارة إنجلترا 1–2 أمام آيسلندا خلال بطولة أمم أوروبا 2016 قبل ثلاثة أشهر، ووصف الفريق بأنه «مادة للسخرية في كرة القدم العالمية».

## العواقب
أكد روبرت سوليفان، مدير الاستراتيجية في الاتحاد الإنجليزي لكرة القدم، في وقت لاحق للجنة الثقافة والإعلام والرياضة في مجلس العموم أن تعليقات ألاردايس كانت «بيانًا واقعيًا وصحيحًا حول قوانين اللعبة الإنجليزية وامتلاك طرف ثالث».
بعد مراجعة أجرتها شرطة مدينة لندن، تمت تبرئة ألارديس من أي مخالفات، كما أوضحت صحيفة تلغراف أنها «لم تُلمح إلى أن ألارديس قد خالف القانون»، رغم اعترافه بأنه «أحمق». ومع ذلك، تم إطلاق تحقيق جنائي مع تومي رايت. وقد أدين بتهمة طلب وقبول الرشاوى في ديسمبر 2019. وفي حديثه إلى صحيفة الأوبزرفر، قال مارتن جلين، الرئيس التنفيذي للاتحاد الإنجليزي لكرة القدم، «إنها مأساة أننا انتهى بنا الأمر إلى الانفصال عنه [ألارديس] بسبب – كما تعلمون – الفخ».